# Boletina moravica
Boletina moravica är en tvåvingeart som beskrevs av Landrock 1912. Boletina moravica ingår i släktet Boletina och familjen svampmyggor. Arten är reproducerande i Sverige. Inga underarter finns listade i Catalogue of Life.